# Rhynchitinae
Rhynchitinae Gistel, 1848 è una sottofamiglia di coleotteri appartenenti alla famiglia Attelabidae.

## Tassonomia
La sottofamiglia Rhynchitinae comprende le seguenti tribù e sottotribù:
- Tribù Auletini Desbrochers des Loges, 1908
  - Sottotribù Auletina Desbrochers des Loges, 1908
  - Sottotribù Auletobiina Legalov, 2001
  - Sottotribù Guineauletina Legalov, 2003
  - Sottotribù Mandelschtamiina Legalov, 2003
  - Sottotribù Pseudauletina Voss, 1933
  - Sottotribù Pseudomesauletina Legalov, 2003

- Tribù Auletorhinini Voss, 1935

- Tribù Byctiscini Voss, 1923
  - Sottotribù Byctiscina Voss, 1923
  - Sottotribù Listrobyctiscina Legalov, 2003
  - Sottotribù Svetlanaebyctiscina Legalov, 2003

- Tribù Cesauletini Legalov, 2003

- Tribù Deporaini Voss, 1929
  - Sottotribù Chonostropheina Morimoto, 1962
  - Sottotribù Deporaina Voss, 1929

- Tribù Minurini Legalov, 2003

- Tribù Rhinocartini Voss, 1931

- Tribù Rhynchitini Gistel, 1848
  - Sottotribù Acritorrhynchitina Legalov, 2007
  - Sottotribù Anisomerinina Legalov, 2003
  - Sottotribù Eugnamptina Voss, 1930
  - Sottotribù Lasiorhynchitina Legalov, 2003
  - Sottotribù Perrhynchitina Legalov, 2003
  - Sottotribù Rhynchitallina Legalov, 2003
  - Sottotribù Rhynchitina Gistel, 1848
  - Sottotribù Temnocerina Legalov, 2003